# Pajuostis (gmina Velžys)

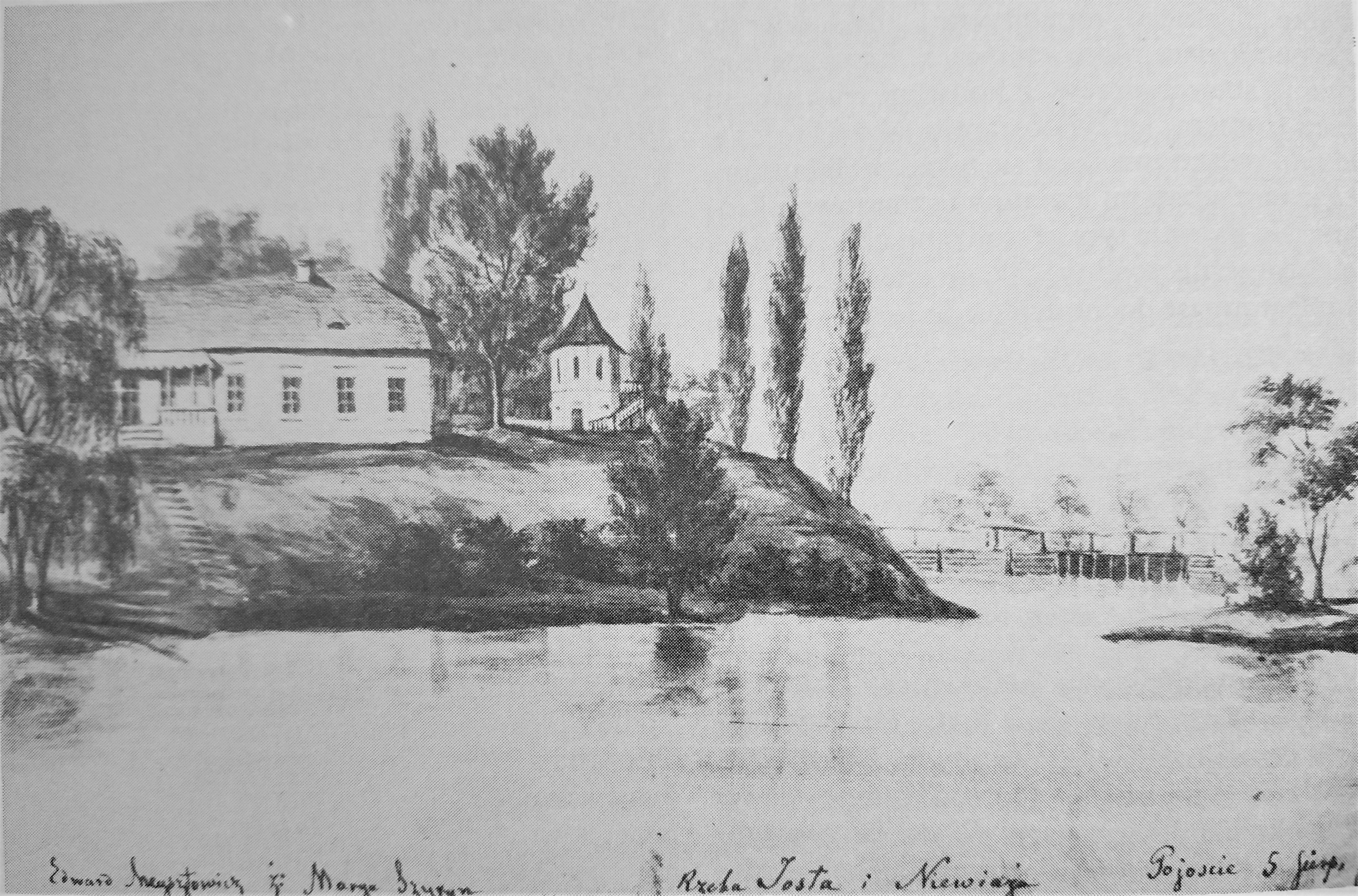
Dwór Meysztowiczów i kaplica na akwareli Napoleona Ordy z lat 1875–1876

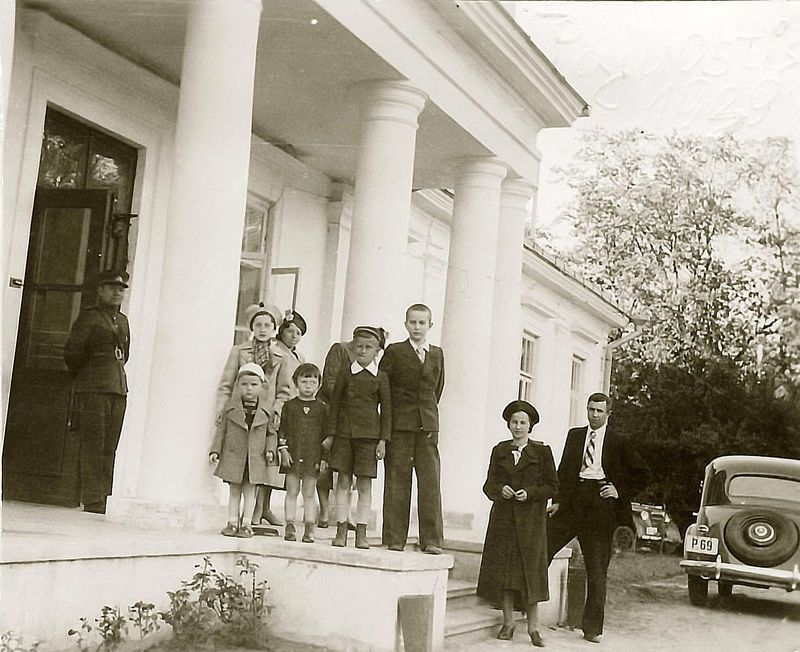
Przy wejściu do dworu, 1939

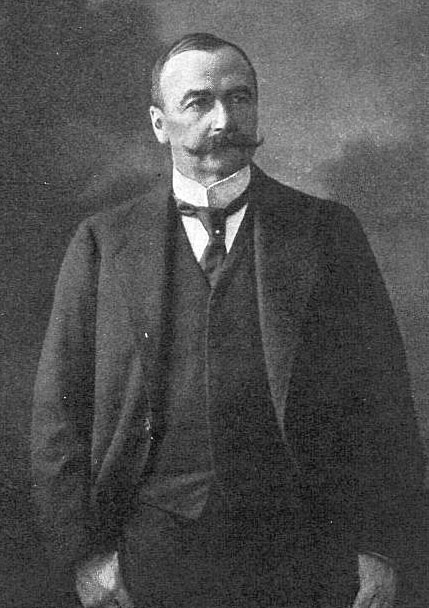
Aleksander Meysztowicz, ostatni właściciel Pojościa

Pajuostis (hist. Pojoście) – wieś na Litwie, położona w rejonie poniewieskim okręgu poniewieskiego, 4 km na wschód od Poniewieża, na prawym brzegu Niewiaży, gdzie wpada do niej Juosta (hist. Josta, od której majątek wziął swą nazwę).

## Historia
W 1592 roku rodzina Komajewskich sprzedała te dobra przedstawicielowi rodziny Sumoroków (mógł to być Michał Sumorok, sędzia ziemski kowieński, dziedzic pobliskiego Rogowa). W 1604 roku właścicielami Pojościa i pobliskich dóbr było małżeństwo: Michał Wizgird (Widzgird, Wazgird) i Maria z ks. Kurbskich Jarosławskich (transakcja rodzinna: bratanica Marii Anna Kurbska Jarosławska była synową Michała Sumoroka). Ich krewna, Halszka Wizgird wyszła za Michała Blinstruba h. Łabędź. Piotr Meysztowicz, żeniąc się w połowie XVII wieku z ich córką Joanną Blinstrubówną otrzymał te dobra w posagu. Od tego momentu do I wojny światowej rodzina Meysztowiczów dziedziczyła ten i kilka innych okolicznych majątków: po Piotrze dziedziczył je jego syn Józef, żonaty z Elżbietą Kończanką, a po nich – ich syn Mateusz (1760–1832) żonaty z Rachelą Truskowską (Truskolaską). Kolejnym właścicielem majątku był ich syn Michał Meysztowicz (1797–1848) żonaty z Pauliną Wawrzecką (~1800–1861). Kolejnym właścicielem był syn Michała i Pauliny Edward (1821–1889), mąż Marii Szyryn. Ostatnim właścicielem Pojościa był ich syn Aleksander Meysztowicz żonaty z Zofią Kossakowską. Prowadzili oni tu postępowe gospodarstwo z bydłem holenderskim. Jak opisywał Napoleon Rouba na początku XX wieku: Lasy dwoma kolejami przecięte. Młyn na Niewiaży. Malownicza siedziba z parkiem starym, i dwa mosty i kaplica, od której niedaleko miejsce, gdzie Gąsiewski potykał się ze Szwedami. Baliński wymienia stare dęby i kurhany Pojosckie.
Po I wojnie światowej majątek został skonfiskowany przez rząd litewski.
Po III rozbiorze Polski w 1795 roku Pojoście, wcześniej wchodzące w skład powiatu upickiego województwa trockiego Rzeczypospolitej znalazł się na terenie ujezdu upickiego, który należał kolejno do guberni wileńskiej, litewskiej (1797–1801), a później wileńskiej (1801–1843). Powiat upicki został przemianowany na powiat poniewieski po utworzeniu kowieńskiej (1843–1915) Imperium Rosyjskiego (do której wszedł). W 1900 roku Pojoście należało do gminy Pniewo (obecnie Piniava).
W 1859 roku w folwarku mieszkało 15 osób, funkcjonowała tu gorzelnia. Wtedy też: Zwierzyniec i ozdobny ogród odznaczają się niepospolitą pięknością i starannem utrzymaniem.
Około 1900 roku dobra Meysztowiczów liczyły łącznie z folwarkiem 2722 dziesięciny, w tym 1270 dziesięcin lasu. Poza tym swoje majątki i dwory mieli tu Hrynkiewicze (28 dziesięcin), Szuksztowie (232 dziesięciny) i Szyszkowie (280 dziesięcin).
Od 1920 roku Pojoście należy do Litwy, która w okresie 1940–1990, jako Litewska Socjalistyczna Republika Radziecka, wchodziła w skład ZSRR.
W 1923 roku wieś liczyła 38 mieszkańców, w 1959 – 146, 2001 – 197, a w 2011 – 111.

## Znane osoby związane z Pojościem
Urodzili się tu m.in.:
- Aleksander Meysztowicz
- Walerian Meysztowicz

## Lotnisko Poniewież–Pajuostis
Na terenie wsi, w pobliżu dawnego dworu Meysztowiczów funkcjonowała wojskowa baza lotnicza Poniewież-Pajuostis (IATA: PNV – ICAO: EYPP) z asfaltowym pasem startowym o długości 2 km. Początkowo we dworze Meysztowiczów Litwini utworzyli szkołę lotniczą. Projekt budowy lotniska powstał w 1936 roku, już w 1939 roku lądowały tu pierwsze samoloty. Baza funkcjonowała do 2007 roku. Obecnie lotnisko nie jest użytkowane.

## Nieistniejący dwór Meysztowiczów
Do II wojny światowej stał tu dwór wzniesiony po 1841 roku i rozbudowany pod koniec XIX wieku. Część starsza, parterowa, wybudowana po powstaniu listopadowym przypisywana jest któremuś z uczniów Wawrzyńca Gucewicza. Wznosiła się na planie prostokąta, prawdopodobnie na fundamentach i piwnicach starszego dworu. Była to budowla jedenastoosiowa o elewacji wysokości około 4 m, przykryta wysokim dachem gontowym przebitym czterema półokrągłymi lukarnami na każdej z dłuższych jego połaci. Od podjazdu dwór miał portyk o czterech kolumnach z jońskimi kapitelami. Od tyłu do domu przylegał duży taras widokowy. Narożniki domu były boniowane. Do lewej węższej elewacji dobudowano piętrowe skrzydło o przeznaczeniu mieszkalnym, podczas gdy pomieszczenia w starej części domu uzyskały przeznaczenie reprezentacyjne. Miały one układ dwutraktowy, amfiladowy, jednak w lewej części oba trakty rozdzielał korytarz. Z portyku było wejście do obszernej sieni, skąd wiodły drzwi do dużego salonu w środku amfilady ogrodowej, oświetlonego dwoma oknami i drzwiami prowadzącymi na taras. Salon urządzono w drewnie palisandrowym w stylu Ludwika Filipa. W pokoju kominkowym, w prawej amfiladzie ogrodowej, wisiały na ścianach dwa obrazy Jana Rustema, obrazy przedstawiające członków rodziny kolejnych pokoleń dziedziców majątku, meble były w stylu Ludwika XVI. W domu wisiały również: obraz Watteau i duży zbiór sztychów angielskich. Do stołu podawano na 24-osobowym serwisie saskim, znajdowały się tu duże kolekcje sreber rodowych, brązów i porcelany. 
Obok domu stała starsza od niego ośmioboczna baszta, którą pod koniec XVIII wieku przykryto wygiętym chińskim dachem. W górnej części służyła jako lamus, a w dolnej – jako lodownia. Zwano ją „altaną”. Niedaleko stały również zabytkowe: kuchnia, modrzewiowy dom ogrodnika z gankiem na kolumienkach, i drewniany spichlerz. Dalej oficyna i wędzarnia. W 1820 roku za Niewiażą zbudowano małą neogotycką kaplicę z grobami dziedziców.
Dwór był otoczony jednym z najpiękniejszych parków widokowych na Litwie. Jego środek znajdował się w miejscu, w którym Juosta wpada do Niewiaży.
Dwór przetrwał prawie całą I wojnę światową, pod jej koniec został jednak rozgrabiony. Meysztowicze opuścili majątek ok. 1920 roku. W budynku urządzono litewską szkołę lotniczą, a niedaleko – lotnisko. W czasie II wojny światowej dwór przestał istnieć. Wzdłuż Juosty pozostały resztki zdziczałego parku
Majątek w Pojościu został opisany w 3. tomie Dziejów rezydencji na dawnych kresach Rzeczypospolitej Romana Aftanazego.

W pobliżu (w promieniu około 20 km) nad Juostą znajdowały się jeszcze dwa folwarki o nazwie Pojoście, na miejscu jednego z tych folwarków obecnie istnieje mała wioska (7 mieszkańców w 2011 roku Pajuostis w gminie Mieżyszki (ok. 7 km na wschód od tego miasteczka).